# Torre del Coll de l'Alba
La Torre del Coll de l'Alba és una obra de Tortosa declarada Bé Cultural d'Interès Nacional.

## Descripció
La torre, de planta quadrada, està integrada en el flanc dret de l'ermita gòtica que es construí posteriorment. S'enlairà damunt de les restes d'una altra construcció. Les restes anteriors presenten un aparell constructiu de factura més rústega que la resta de la torre. Als angles hi trobem carreus de pedra ben tallats. En un costat hi ha espitlleres, mentre que en l'altre hi ha finestres i fins i tot un balcó amb arc de mig punt (tal vegada era l'antic accés a la torre).

## Història
El coll de l'Alba, anomenat antigament coll de l'Alma, era un lloc estratègic en el camí entre viatge de València a Barcelona. L'existència de la torre indica una zona a defensar en relació amb els atacs a Tortosa.